# Partido Acción Laborista Agrícola
El Partido Acción Laborista Agrícola, conocido como "PALA" por sus siglas, fue un partido político costarricense agrarista. Solo tuvo un diputado en toda su historia; el agricultor Guido Octavio Vargas Artavia en el período 1998-2002 donde formó parte del grupo de bancadas de partidos minoritarios al lado de los partidos Movimiento Libertario, Fuerza Democrática, Partido Integración Nacional y Renovación Costarricense. El partido se fundó el 18 de mayo de 1989 y se disolvió el 22 de febrero de 2007.

## Elecciones legislativas
|  | 0.3 % |

|  | 0.2 % |

|  | 1.2 % |

|  | 0.7 % |

|  | 0.7 % |